# Sara Öhrvall
Sara Anna Christina Öhrvall, född 4 november 1971 i Boden, är en svensk affärskvinna, investerare, digitaliseringsexpert och skribent. Hon har skrivit boken Ditt framtida jag: Hur ny teknik revolutionerar människan (Volante, 2020).

## Biografi
Sara Öhrvall har en magisterexamen i internationell ekonomi från Handelshögskolan vid Umeå universitet och har läst arkitektur och design vid Parson School of Design i New York. Hon har en Executive Management-utbildning från Duke University.

## Karriär
Öhrvall inledde sin karriär på Toyota i Tokyo, varifrån hon rekryterades till Volvo. På Volvo var hon produktchef för sportbilar, ansvarig för konceptutvecklingen och lanseringen av Crosscountry-modellerna samt miljöbilar, detta under åren 1995-1998. Hon var för Volvos räkning stationerad i Singapore 1996-1997, där hon ansvarade för marknaderna Kina, Taiwan och Hongkong. 1999 var hon medgrundare av Differ som hon sedan blev vd för.
2008 rekryterades Öhrvall till Bonnier AB för att starta upp en central R&D-avdelning och driva digital transformation. Hon var under åren 2009-2011 baserad i San Francisco för att bygga upp Bonniers amerikanska R&D-verksamhet och utveckla en digital plattform för tidningsläsande, i samarbete med Apple. En case-studie över detta arbete publicerades av Harvard Business School år 2012, där Öhrvalls arbete sades visa "hur man ger sig in i och hanterar en radikal digital innovationsprocess".
Under åren 2014-2018 drev Öhrvall en konsultbyrå, Mindmill Network, fokuserad på digital transformation. Under åren 2018-2021 var hon en del av den exekutiva ledningsgruppen på SEB, med ansvar för digital transformation och hållbarhetstransformation. Hon rekryterades sedan till Axel Johnson AB för att bli Chief Operating Officer (operativ chef) och att sitta i företagsledningen. Sedan år 2023 arbetar Sara som oberoende rådgivare, investerare, styrelseledamot och skribent.
Som skribent har Öhrvall bland annat medverkat i essäsamlingen Gratis? och Googles Think with Google. Under åren 2014-2018 skrev hon krönikor i Dagens Industri om framtida tekniktrender. År 2020 gav hon ut boken Ditt framtida jag på Volante förlag.

## Styrelseuppdrag
Sara Öhrvall sitter i styrelserna för Investor, Bonnier Books, SNS, Handelshögskolan i Stockholms Venture Fund, och i International Advisory Board för Stockholm Resilience Centre. Hon är även ordförande i Pontus Schultz stiftelse, som verkar för ökad hållbarhet, jämställdhet och mångfald i näringslivet.

## Hedersbetygelser
- 2008 utsågs Sara Öhrvall av Veckans Affärer till en av årets Supertalanger.[22]
- 2010 var hon en av AdAges ”Women to watch”.[10]
- 2010 var hon också en av MINs "21 Most Intriguing People in Media".[23]
- 2011 utsåg Google henne till Next gen innovator 2011.[24]
- 2017 lyftes hon av InspiringFifty som en av Europas mest inspirerade kvinnor inom tech.[25]
- 2017 listade Veckans Affärer henne som en av tech-Sveriges mäktigaste kvinnor.[26]
- 2018 listade Veckans Affärer henne återigen som en av tech-Sveriges mäktigaste kvinnor.[27]
- 2023 listade Dagens Industri henne på plats 118 av Näringslivets mäktigaste kvinnor[28].